# Грива (сельское поселение)
Грива — административно-территориальная единица (административная территория село с подчинённой ему территорией) и муниципальное образование (сельское поселение с полным официальным наименованием муниципальное образование сельского поселения «Грива») в составе Койгородского муниципального района в Республике Коми Российской Федерации.
Административный центр — село Грива.

## История
Статус и границы административной территории установлены Законом Республики Коми от 6 марта 2006 года № 13-РЗ «Об административно-территориальном устройстве Республики Коми».
Статус и границы сельского поселения установлены Законом Республики Коми от 5 марта 2005 года № 11-РЗ «О территориальной организации местного самоуправления в Республике Коми».

## Население
| 2010 | 2011 | 2012 | 2013 | 2014 | 2015 | 2016 |
| ---- | ---- | ---- | ---- | ---- | ---- | ---- |
| 367  | ↘363 | ↘362 | ↘360 | ↘352 | ↘338 | ↘337 |
| 2017 | 2018 | 2019 | 2020 | 2021 |      |      |
| ↘320 | ↘319 | ↘312 | ↗319 | ↗404 |      |      |

## Состав
Состав административной территории и сельского поселения:
| № | Населённый пункт | Тип населённого пункта       | Население |
| - | ---------------- | ---------------------------- | --------- |
| 1 | Грива            | село, административный центр | 363       |
| 2 | Карвуджем        | деревня                      | 4         |
| 3 | Нижние Березники | деревня                      | 0         |